# Бондарчук-Грита Анна Василівна
Анна Василівна Бондарчук-Грита (нар. 25 вересня 1959 року в с. Шура-Мітлинецька Гайсинського району Вінницької області) - ректор Західноукраїнського економіко-правничого університету, доктор філософії, кандидат економічних наук.

## Життєпис
Анна Василівна Бондарчук-Грита народилася 25 вересня 1959 року в с. Шура-Мітлинецька Гайсинського району на Вінниччині. У 1989-1994 роках здобула першу вищу освіту в Івано-Франківському педагогічному інституті імені В. Стефаника, а упродовж 1994-1996 років навчалася у Харківському державному політехнічному університеті за спеціальністю "Менеджмент природоохоронної діяльності".

## Професійна діяльність
- 1995  - помічник ректора Економіко-правничого інституту м. Чернівці

- 2002  - перший проректор Економіко-правничого інституту

- 1998 - здобувач Інституту регіональних досліджень НАН України

- 2001 - захист- дисертації на здобуття наукового ступеня кандидата економічних наук зі спеціальності "Підприємництво, менеджмент, маркетинг". Тема її дослідження - "Економічне регулювання формування і використання виробничих підприємницьких структур"

- 2007-по теперішній час - ректор Західноукраїнського економіко-правничого університету.

## Звання та нагороди
- 2000 - Почесна грамота МВС України (наказ МВС України № 852 від 14 грудня 2000 р.) за участь у підготовці та виданні книги "Історія міліції України"

- 2004 - Почесна нагорода "Свята Софія" VI Конгресу ділових, наукових наукових і творчих кіл за особистий внесок у віродження духовності, науки і культури

- 2008 -"Зірка пошани" ІІІ ступеня

- Міжнародний біографічний центр (Кембридж, Велика Британія) - присвоїв наукове звання "Почесний проіесор" за плідну працю, особистий внесок у підготовку кваліфікованих кадрів для народного господарства та високий професіоналізм

- Почесний професор Вісконсинського міжнародного університету[1].

## Захоплення
Серед захоплень та інтересів Анни Василівни - українська вишивка, зокрема у її колекції зберігаються роботи відомої української майстрині Михайлини Сабодаш. Вона пропагує, організовує і проводить виставки, працює над створенням музею гуцульської та української вишивки на базі Західноукраїнського економіко-правничого університету в м. Івано-Франківську.